# Чонсон
Чонсо́н (кор. 정선군?, 旌善郡?, Jeongseon-gun) — уезд в провинции Канвондо, Южная Корея. Уезд знаменит своими песенными традициями Ариран (традиционные корейские песни). Здесь родились известный корейский актёр Вон Бин и футболист Соль Гихён.

## История
В эпоху Трёх царств территория, на которой находится современный Чонсон, входила в состав государства Когурё. В хрониках есть упоминание о районе Инмэ (Инмэхён), которое относится к 668 году.
После того, как местные земли вошли в состав государства Силла, в 757 году название Инмэ сменилось на современное, Чонсон. В 1012 году, в эпоху династии Корё, Чонсону был присвоен административный статус уезда (кун или гун). На протяжении веков административные границы и подчинение Чонсона менялись незначительно. В 1906 году два района соседнего Пхёнчхана вошли в состав Чонсона.

## География
Чонсон расположен в южной части провинции Канвондо. На севере граничит с городом Каннын, на западе — с уездом Пхёнчхан, на юге — с уездом Йонволь, на востоке — с городами Тонхэ, Самчхок и Тхэбэк. Ландшафт преимущественно горный. 66 % территории уезда расположены на высоте более 400 метров над уровнем моря. В черте уезда расположен 21 пик высотой более тысячи метров. Для занятия земледелием местность малопригодна, поэтому 86 % территории покрыто лесами. На территории уезда расположены несколько пещер, некоторые из которых открыты для посещения туристами.

## Административное деление
Чонсон административно делится на 4 ыпа и 5 мёнов:
| Название   | Хангыль | Площадь, км² | Население, чел | Внутреннее деление |
| ---------- | ------- | ------------ | -------------- | ------------------ |
| Коханып    | 고한읍  | 52,32        | 5 456          | 1 ри               |
| Сабугып    | 사북읍  | 47,08        | 6 732          | 2 ри               |
| Синдонып   | 신동읍  | 119,69       | 4 418          | 8 ри               |
| Чонсонып   | 정선읍  | 213,66       | 12 042         | 12 ри              |
| Имгемён    | 임계면  | 244          | 4 156          | 12 ри              |
| Йорянмён   | 여량면  | 136,24       | 2 439          | 6 ри               |
| Наммён     | 남면    | 130,99       | 3 552          | 5 ри               |
| Пукпхёнмён | 북평면  | 140,83       | 2 834          | 6 ри               |
| Хвааммён   | 화암면  | 135,1        | 1 803          | 7 ри               |

## Экономика
Главная отрасль хозяйства уезда — добыча полезных ископаемых.
Годовая добыча полезных ископаемых:
- Каменный уголь: 26 миллионов тонн (36 % всей добычи страны).
- Железная руда: 10 миллионов тонн (57 % всей добычи страны).
- Известняк: 1 миллиард тонн (27 % всей добычи страны).

Также в Чонсоне собирается 19 % всех лекарственных трав в стране.

## Культура
Чонсон — центр традиционной корейской песенной культуры Ариран. Фестиваль Ариран проходит в апреле каждого года. В программе выступление фольклорных коллективов, песенные состязания, костюмированные представления.

## Туризм и достопримечательности
Исторические:
- Буддийский храм Чонъамса (VII век). Здесь находится пагода Сумано — семиэтажная каменная пагода высотой 9 метров. Считается, что эта пагода была возведена в 650 году в эпоху государства Силла. В 1964 году внесена в список памятников старины Кореи под номером 410.[6]
- Конфуцианский храм и школа в Понъянни — был заложен в эпоху Корё. В начале XVII века сильно пострадал в результате наводнения. В 1988—1995 году была проведена полная реконструкция школы, сейчас здесь находится музей под открытым небом.[7]
- Каменная крепостная стена в Косонни — представляет собой остатки разрушенной крепости, построенной для защиты этой местности от вторжения японских пиратов.[8]

Природные:
- Пруд в местечке Коханни — место обитания уникального вида пресноводного лосося. В 1962 году этот пруд был внесён в список природного наследия страны.[9]
- Уникальные виды растений горы Паннонсан — также входят в список природного наследия страны.[10]
- Пещера в Хваамни длиной в 500 м. В 1993 году была открыта для посещения туристами.[11]

## Символы
Как и остальные города и уезды в стране, Чонсон имеет ряд символов:
- Дерево: корейский кедр.
- Птица: голубь.
- Цветок: азалия.
- Маскот: Сан Ари.